# Хидискури (Хашурский муниципалитет)
Хидискури (груз. ხიდისყური) — село в Грузии. Находится в Хашурском муниципалитете края Шида-Картли. Высота над уровнем моря составляет 670 метров. Население — 55 человек (2014).